# Verače
Verače este o localitate din comuna Podčetrtek, Slovenia, cu o populație de 122 de locuitori.